# Societat de consum
La societat de consum o la societat de consum de masses és un terme utilitzat en economia i sociologia per a designar el tipus de societat que es correspon amb una etapa avançada de desenvolupament industrial capitalista i que es caracteritza pel consum massiu de béns i serveis, disponibles gràcies a la seva producció massiva. El concepte de la societat de consum està lligat al d'economia de mercat i, per tant, al concepte del capitalisme, entenent per economia de mercat aquella que troba l'equilibri entre oferta i demanda a través de la lliure circulació de capitals, productes i persones, sense intervenció estatal.

## Sorgiment
Històricament hi ha dos successos per a la transformació de la societat capitalista industrial en una societat de consum de masses:
- Primer, en les últimes dècades del segle xix, es va combinar d'una banda, la unificació d'Itàlia, i sobretot d'Alemanya, i de l'altra, l'anellada que suposà la Comuna de París (tot això en 1870-71); si el primer va disparar el creixement mercantil, industrial i científic tècnic (Segona Revolució Industrial), el segon va contribuir a fer que s'establiren legislacions que van fer augmentar els salaris, i ja amb la consciència que el desenvolupament de la demanda interna permetia el creixement del benefici. Potser és més freqüent assenyalar com fita l'aplicació de la producció en cadena a la fabricació d'automòbils, per Henry Ford en 1909, cosa que va permetre l'abaratiment del producte final; però seria millor considerar-lo un exemple, molt visible, d'un procés molt més ampli.

- Després, com a reacció a la Depressió de 1929, es foren imposant polítiques basades en les teories de John Maynard Keynes, que van promoure un augment constant de la demanda dels consumidors privats; aquestes polítiques es generalitzaren en el món capitalista en les dècades dels 1950 i 1960.

## Crítica
Si d'una banda, hi ha qui afirma que la discussió sobre la bondat o maldat de la societat de consum és més de caràcter ètic o ideològic que estrictament econòmic, en tant que la societat de consum no seria sinó un estadi avançat de les societats industrialitzades amb l'objecte de cobrir les necessitats i desitjos dels consumidors; per un altre hi ha qui assenyala que si l'economia és la ciència encarregada de satisfer les necessitats humanes amb els recursos disponibles, és un problema econòmic de primer ordre plantejar en quina mesura la societat de consum cobrix les nostres necessitats, o bé destina molts recursos valuosos a satisfer desigs fútils, i a estocs invendibles, mentre deixa sense cobrir necessitats fonamentals.
Una de les crítiques més comunes sobre la societat de consum és la qual afirma que es tracta d'un tipus de societat que s'ha "rendit" enfront de les forces del sistema capitalista i que, per tant, els seus criteris i bases culturals estan sotmesos a les creacions posades a l'abast del consumidor. En aquest sentit, els consumidors finals perdrien les característiques de ser persones humanes i individuals per a passar a ser considerats com una massa de consumidors a qui es pot influir a través de tècniques de màrqueting, fins i tot arribant a la creació de "falses" necessitats entre ells.
Des del camp ambientalista, la societat de consum es veu com insostenible, ja que implica un augment constant de l'extracció de recursos naturals, i de l'abocament de residus, fins al punt d'amenaçar la capacitat de regeneració per la naturalesa d'aqueixos mateixos recursos imprescindibles per a la supervivència humana.
Des del punt de vista de la desigualtat de riquesa internacional, s'ha assenyalat també que el model consumista ha conduït que les economies dels països pobres es bolquen en la satisfacció de l'enorme consum de les societats més industrialitzades, mentre poden deixar de satisfer necessitats tan fonamentals com l'alimentació de les seues pròpies poblacions, doncs el mercat fa que es destinen els recursos a satisfer a qui paguen més diners.
Els dos enfocaments anteriors es combinen a l'hora d'assenyalar que, si la majoria de la població mundial arribara a un nivell de consum similar al dels països industrialitzats, recursos de primer ordre s'esgotarien en poc temps, el que planteja seriosos problemes econòmics, ètics i polítics.
La societat de consum no només es refereix al consum de béns sinó també al de serveis, atès que cada vegada té més importància en les societats desenvolupades el consum de serveis; fruit, fonamentalment, de la major disponibilitat de renda i temps lliure. En aquest sentit, la crítica a aquest tipus de societats ve donada per l'efecte de manipulació de la informació, a fi de "modelar" al consumidor per a convertir-lo en el "consumidor ideal" que pretenen les empreses que tenen el poder de fer-lo.
Finalment, una de les majors crítiques a la societat de consum ve de qui afirmen que aquesta converteix a les persones en simples consumidors i que el sistema el que propicia no és un intercanvi de diners per plaer, sinó que el plaer es trobaria en el mer fet del consum en si mateix.

### Sociologia i consum
Des del punt de vista de la sociologia, el consum queda definit com “el conjunt de processos socioculturals que es realitza l'apropiació i els usos dels productes o serveis”. Productes o serveis que poden estar a la disposició del consumidor en qualsevol part i que poden ser consumits de diferents maneres. El simple fet de l'existència dels productes o serveis els transforma en potencialment consumibles i dona a tots els consumidors el dret legítim d'aspirar a tenir-los.
Són els diners els que permeten el consum, però cada vegada són necessaris menys diners, ja que la producció en massa, així com les imitacions, han fet possible que persones que no pertanyen a les elits puguen tenir accés a productes o serveis similars.
El consum implica relacions de possessió, de dominació, però també d'imitació, sent el mimetisme cultural un mòbil important per al consum encara quan el consum és una elecció conscient de cada persona i depèn de la seua cultura. I encara que la persona no puga comprar els béns, la sola il·lusió que pot arribar a fer-lo, el simple consum visual, proporciona plaer i fan que la persona se senti partícip d'aquest món.
La societat de consum és un estadi del procés d'industrialització que escurça la vida dels productes, convertint-los en obsolets; el consegüent desenvolupament de la tecnologia els substitueix per altres més avançats o amb més i millors prestacions.
En aquest sentit, la manera de vida postindustrial i l'adquisició progressiva de béns de consum, que atorguen el que es denomina “confort“, condueix que els objectes acceleren el seu cicle de vida a mesura que avança el segle. El que abans era sinònim de prestigi, el paradigma de tenir objectes que duren tota la vida, va donar pas a un sistema on els objectes són quasi d'un sol ús.
Aquesta transició on els objectes es fan cicladors ràpids el valor dels quals és el prestigi immediat està sustentat en la creació de necessitats, que sosté l'actual nivell de producció de béns.
Per a Jean Baudrillard sota la dimensió econòmica del consum subjeuen factors intrínsecs de l'individu combinats amb imperatius socials, pel que l'acadèmic francès planteja que aquest és un fenomen que depèn cada vegada més del desig que de la necessitat.
L'autor anglès Robert Borock recalca que el consum és una pràctica social que sorgeix amb la societat moderna, la funció principal de la qual és proporcionar a l'individu formes de distingir-se d'altres grups de diferent nivell social.
Aquest plantejament implica l'existència d'una jerarquia social, d'uns codis no verbals i materials que expressen la posició d'un individu en aquesta escala i remarca la constant tensió per la promoció social. Així mateix és destacable el nivell de subjacent que implica que l'acte de comprar té una funció identitària i que es basa en les operacions de diferenciació de la resta.
Aquesta nova situació és denominada per George Katona la societat de consum de masses i té com principals característiques l'afluència, el poder del consumidor i la psicologia de l'individu que compra.
Aquest estudiós del fenomen recalca la importància del consumidor en l'economia i destaca que és aquest sistema les necessitats no són creades artificialment d'una forma aleatòria sinó que són producte d'un comportament après i que açò és un procés d'intercomunicació entre un subjecte i un estimule. Katona parla que distingir necessitats bàsiques de necessitats suposadament creades artificialment no té sentit, ja que en la nostra cultura la socialització es produeix en un context que condiciona les eleccions de consum posteriors. Així el seu plantejament es pot resumir que totes les necessitats, que transcendeixen als imperatius biològics, són socials en la seua naturalesa.
L'anàlisi dels factors de producció des d'un punt de vista comptable, amb una Matriu de comptabilitat social, completa més l'estudi de la societat de consum.